# Wunai Bunu jezik
Wunai Bunu jezik (ISO 639-3: bwn; hm nai, ngnai, punu, wunai), mjao-jao jezik podskupine bunu, šira skupina mjao, kojim govori oko 18 400 ljudi (McConnell 1995) na zapadu kineske provincije Hunan u okruzima Longhui, Xupu, Tongdao, Chenxi, Dongkou, Cengbu i Xinning. 
U upotrebi je i mandarinski kineski [cmn]. Kinezi ih etnički svrstavaju kao dio nacionalnosti Jao.

## Vanjske poveznice
- Ethnologue (14th)
- Ethnologue (15th)